# Alma Richards
Alma Richards (Estados Unidos, 20 de febrero de 1890-3 de abril de 1963) fue un atleta estadounidense, especialista en la prueba de salto de altura en la que llegó a ser campeón olímpico en 1912.

## Carrera deportiva
En los JJ. OO. de Estocolmo 1912 ganó la medalla de oro en el salto de altura, saltando por encima de 1.93 metros, superando al alemán Hans Liesche (plata con 1.91 m) y a su compatriota George Horine (bronce con 1.89 metros).